# فرودگاه شهرستان هربر اسپرینگز
فرودگاه شهرستان هربر اسپرینگز (به انگلیسی: Heber Springs Municipal Airport) یک فرودگاه همگانی بهره‌برداری هوایی است که یک باند فرود آسفالت دارد و طول باند آن ۱۲۲۰ متر است. این فرودگاه در کشور ایالات متحده آمریکا قرار دارد و در ارتفاع ۱۹۳ متری از سطح دریا واقع شده‌است.